# Lukáš Procházka (florbalista)
Lukáš Procházka (* 13. března 1978) je český florbalový trenér, bývalý hráč a reprezentant. Jako hráč i trenér žen je vícenásobný vicemistr Česka. Od roku 2022 je hlavním trenérem ženské reprezentace, se kterou získal na Mistrovství světa v roce 2023 bronz.

## Klubová kariéra
Procházka jako hráč nastoupil poprvé v nejvyšší soutěži v sezóně 1996/1997 za tým Mentos VDG Praha (Chodov) a získal s ním první klubový bronz. Ten obhájili i v sezóně následující. Konec roku 1999 strávil ve švýcarském klubu UHC Flamat. Zbytek sezóny 1999/2000 a celou následující 2000/2001 hrál za klub AC Sparta Praha. V druhé z nich byl Procházka nejproduktivnějším hráčem ligy a se Spartou získal první svůj i klubový vicemistrovský titul. Od sezóny 2001/2002 se vrátil na Chodov, kde byl tři roky nejproduktivnějším hráčem týmu. V roce 2006 ukončil vrcholovou hráčskou kariéru.
Souběžně s hraním začal i trénovat. Již ve Spartě asistoval u druholigového ženského týmu. V sezóně 2002/2003 byl u účasti Děkanky ve finále ženské ligy. Následně se přesunul na Chodov. Byl u založení chodovského ženského týmu. Zároveň trénoval i muže, na které se postupně zaměřil a vedl je šest sezón až do roku 2012, kdy ho nahradil Radim Cepek. V poslední sezóně 2011/2012 dovedl mužský tým po 14 letech ke třetímu bronzu. V roce 2016 se vrátil k ženskému týmu jako asistent trenérky Michaely Marešové. Během následujících tří sezón dovedli ženský tým k bronzu a následně dvěma vicemistrovským titulům. V roce 2019 se stal hlavním trenérem. V této roli získal ve třech sezónách v letech 2019 až 2022 včetně nedohraného ročníku 2019/2020 další tři stříbra. Byl tak u čtyřech superfinálových porážek chodovských žen v řadě. V ročníku 2019 získal jeho tým Pohár Českého florbalu. Jako hlavní trenér skončil v roce 2022 v souvislosti s jeho angažmá u reprezentace. Od sezóny 2023/2024 je asistentem trenéra mužského týmu Florbal MB.

## Reprezentační kariéra
Procházka jako hráč reprezentoval na Mistrovství světa v roce 2000, kde Češi skončily na šestém místě.
Na Akademickém mistrovství světa v roce 2008 dovedl jako trenér český výběr v prvnímu stříbru. V roce 2009 byl v užším výběru na trenéra mužské reprezentace, ale odmítl.
V roce 2022 nahradil Sashu Rhynera ve funkci trenéra ženské reprezentace. V září 2023 na domácím Euro Floorball Tour tým pod jeho vedením poprvé v historii porazil Švédsko a turnaj podruhé vyhrál. Na mistrovství ve stejném roce dovedl tým po 12 letech k zisku druhého českého ženského bronzu v historii. Smlouvu u národního týmu má do domácího mistrovství v roce 2025.
| Umístění         | Soutěž                                          |
| ---------------- | ----------------------------------------------- |
| 6.               | Mistrovství světa ve florbale 2000              |
| Bronzová medaile | Mistrovství světa ve florbale žen 2023 (trenér) |

## Ocenění
V letech 2022 a 2024 byl zvolen nejlepším florbalovým trenérem žen. Je součástí Klubu Legend Florbal Chodov.